# IWGP Junior Heavyweight Tag Team Championship
L'International Wrestling Grand Prix (IWGP) Junior Heavyweight Tag Team Championship (que l'on peut traduire par championnat par équipes poids lourd junior IWGP) est un championnat de catch (lutte professionnelle) par équipe de la division poids lourd junior de la New Japan Pro Wrestling. Il est réservé aux catcheurs de moins de 100 kg. Il est créé en août 1998 quand Shinjiro Otani et Tatsuhito Takaiwa battent Dr. Wagner, Jr. et Koji Kanemoto en finale d'un tournoi pour les titres junior par équipe de la NJPW.

## Histoire
Fin juillet 1997, la New Japan Pro Wrestling organise un tournoi toutes rondes opposant quatre équipes pour désigner les premiers champions par équipes poids lourd junior IWGP. Les participants sont :
- Shinjiro Otani et Tatsuhito Takaiwa[1]
- Dr. Wagner Jr. et Koji Kanemoto[1]
- El Samurai et Jushin Thunder Liger[1]
- Kendo Kashin et Yuji Yasuraoka[1]

Une fois tous les combats de la phase de groupe terminé, les deux meilleures équipes s'affrontent en finale le 8 août.
|                             | Otani et Takaiwa            | Dr. Wagner, Jr. et Kanemoto         | El Samurai et Liger                 | Kashin et Yasuraoka                 |
| --------------------------- | --------------------------- | ----------------------------------- | ----------------------------------- | ----------------------------------- |
| Otani et Takaiwa            | X                           | Otani et Takaiwa (15:47)            | Otani et Takaiwa (14:50)            | Kashin et Yasuraoka (11:15)         |
| Dr. Wagner, Jr. et Kanemoto | Otani et Takaiwa (15:47)    | X                                   | Dr. Wagner, Jr. et Kanemoto (19:01) | Dr. Wagner, Jr. et Kanemoto (19:03) |
| El Samurai et Liger         | Otani et Takaiwa (14:50)    | Dr. Wagner, Jr. et Kanemoto (19:01) | X                                   | El Samurai et Liger (11:40)         |
| Kashin et Yasuraoka         | Kashin et Yasuraoka (11:15) |                                     | El Samurai et Liger (11:40)         | X                                   |

| # | Équipe                      | Points | V | D |
| - | --------------------------- | ------ | - | - |
| 1 | Otani et Takaiwa            | 2      | 2 | 1 |
| 1 | Dr. Wagner, Jr. et Kanemoto | 2      | 2 | 1 |
| 3 | El Samurai et Liger         | 1      | 1 | 2 |
| 3 | Kashin et Yasuraoka         | 1      | 1 | 2 |

## Historiques des règnes
| #  | Équipe                                                           | Règne | Date              | Durée     | Lieu      | Événement                                                                 | Notes | Réf    |
| -- | ---------------------------------------------------------------- | ----- | ----------------- | --------- | --------- | ------------------------------------------------------------------------- | --- | ------ |
| 1  | Shinjiro Otani et Tatsuhito Takaiwa                              | 1     | 8 août 1998       | 149 jours | Osaka     | Rising the Next Generations in Osaka Dome                                 | Otani et Takaiwa battent Dr. Wagner Jr. et Koji Kanemoto en finale du tournoi pour devenir les premiers champions.                                       | [ 2 ]  |
| 2  | Dr. Wagner Jr. et Kendo Kashin                                   | 1     | 4 janvier 1999    | 96 jours  | Tokyo     | Wrestling World                                                           | | [ 3 ]  |
| 3  | The Great Sasuke et Jushin Thunder Liger                         | 1     | 10 avril 1999     | 94 jours  | Tokyo     | Strong Style Symphony                                                     | | [ 4 ]  |
| 4  | Shinjiro Otani et Tatsuhito Takaiwa                              | 2     | 13 juillet 1999   | 348 jours | Morioka   | Summer Struggle 1999                                                      | | [ 5 ]  |
| 5  | Koji Kanemoto et Minoru Tanaka                                   | 1     | 25 juin 2000      | 254 jours | Tokyo     | Summer Struggle 2000                                                      | | [ 6 ]  |
| 6  | El Samurai et Jushin Thunder Liger (2)                           | 1     | 6 mars 2001       | 136 jours | Tokyo     | Hyper Battle 2001                                                         | | [ 7 ]  |
| 7  | Gedo et Jado                                                     | 1     | 20 juillet 2001   | 286 jours | Sapporo   | Dome Quake                                                                | | [ 8 ]  |
| 8  | Jushin Thunder Liger (3) et Minoru Tanaka (2)                    | 1     | 2 mai 2002        | 119 jours | Tokyo     | Toukon Memorial Day                                                       | | [ 9 ]  |
| 9  | Tsuyoshi Kikuchi et Yoshinobu Kanemaru                           | 1     | 29 août 2002      | 150 jours | Tokyo     | Cross Road                                                                | | [ 10 ] |
| 10 | Jushin Thunder Liger (4) et Koji Kanemoto (2)                    | 1     | 26 janvier 2003   | 282 jours | Kobe      | The First Navigation 2003                                                 | | [ 11 ] |
| —  | Vacant                                                           | 1     | 4 novembre 2003   | 25 jours  | —         | —                                                                         | À la suite d'une blessure de Kanemoto | [ 12 ] |
| 11 | Gedo et Jado                                                     | 2     | 29 novembre 2003  | 104 jours | Miyagi    | Battle Final 2003                                                         | Gedo et Jado battent Hirooki Goto et Ryusuke Taguchi pour remporter les titre vacant.                                                                    | [ 13 ] |
| 12 | American Dragon et Curry Man                                     | 1     | 12 mars 2004      | 85 jours  | Tokyo     | Hyper Battle 2004                                                         | | [ 14 ] |
| 13 | Gedo et Jado                                                     | 3     | 5 juin 2004       | 272 jours | Osaka     | Best of the Super Jr. XI                                                  | | [ 15 ] |
| 14 | Koji Kanemoto (3) et Wataru Inoue                                | 1     | 4 mars 2005       | 71 jours  | Tokyo     | Big Fight Series 2005                                                     | | [ 16 ] |
| 15 | Hirooki Goto et Minoru (3)                                       | 1     | 14 mai 2005       | 281 jours | Tokyo     | Nexess VI                                                                 | | [ 17 ] |
| 16 | El Samurai (2) et Ryusuke Taguchi                                | 1     | 19 février 2006   | 139 jours | Tokyo     | Circuit 2006 Acceleration                                                 | | [ 18 ] |
| 17 | Gedo et Jado                                                     | 4     | 8 juillet 2006    | 298 jours | Shizuoka  | Circuit 2006 Turbulence                                                   | | [ 19 ] |
| 18 | Dick Togo et Taka Michinoku                                      | 1     | 2 mai 2007        | 270 jours | Tokyo     | New Japan Pro Wrestling 35th Anniversary Tour: Brave New World: Hall2Days | | [ 20 ] |
| 19 | Prince Prince (Minoru (4) et Prince Devitt)                      | 1     | 27 janvier 2008   | 21 jours  | Tokyo     | Circuit 2008 New Japan Ism                                                | | [ 21 ] |
| 20 | Legend (Akira et Jushin Thunder Liger (5))                       | 1     | 17 février 2008   | 155 jours | Tokyo     | Circuit 2008 New Japan Ism                                                | | [ 22 ] |
| 21 | Prince Prince (Minoru (5) et Prince Devitt (2))                  | 2     | 21 juillet 2008   | 84 jours  | Sapporo   | Circuit 2008 New Japan Soul: Novello Sparks                               | | [ 23 ] |
| 22 | No Limit (Tetsuya Naitō et Yujiro)                               | 1     | 13 octobre 2008   | 83 jours  | Tokyo     | Destruction '08                                                           | | [ 24 ] |
| 23 | The Motor City Machine Guns(Alex Shelley et Chris Sabin)         | 1     | 4 janvier 2009    | 182 jours | Tokyo     | Wrestling Kingdom III in Tokyo Dome                                       | | [ 25 ] |
| 24 | Apollo 55 (Prince Devitt (3) et Ryusuke Taguchi (2))             | 1     | 5 juillet 2009    | 290 jours | Tokyo     | Circuit 2009 New Japan Soul                                               | | [ 26 ] |
| —  | Vacant                                                           | 2     | 21 avril 2010     | 17 jours  | —         | —                                                                         | | [ 12 ] |
| 25 | El Samurai (3) et Koji Kanemoto (4)                              | 1     | 8 mai 2010        | 72 jours  | Tokyo     | Super J Tag Tournament 1st                                                | El Samurai et Koji Kanemoto battent Apollo 55 (Prince Devitt et Taguchi) dans une finale de tournoi à 8 hommes.                                          | [ 27 ] |
| 26 | Apollo 55 (Prince Devitt (4) et Ryusuke Taguchi (3))             | 2     | 19 juillet 2010   | 84 jours  | Sapporo   | Circuit 2010 New Japan Soul                                               | | [ 28 ] |
| 27 | Golden☆Lovers (Kenny Omega et Kota Ibushi)                       | 1     | 11 octobre 2010   | 91 jours  | Tokyo     | Destruction 2010                                                          | | [ 29 ] |
| 28 | Apollo 55 (Prince Devitt (5) et Ryusuke Taguchi (4))             | 3     | 23 janvier 2011   | 260 jours | Tokyo     | Fantastica Mania 2012                                                     | | [ 30 ] |
| 29 | No Remorse Corps (Davey Richards et Rocky Romero)                | 1     | 10 octobre 2011   | 86 jours  | Tokyo     | Destruction 2011                                                          | | [ 31 ] |
| 30 | Apollo 55 (Prince Devitt (6) et Ryusuke Taguchi (5))             | 4     | 4 janvier 2012    | 39 jours  | Tokyo     | Wrestler Kingdom VI in Tokyo Dome                                         | | [ 32 ] |
| 31 | No Remorse Corps (Davey Richards et Rocky Romero)                | 2     | 12 février 2012   | 80 jours  | Osaka     | The New Beginning                                                         | | [ 33 ] |
| —  | Vacant                                                           | 3     | 2 mai 2012        | 25 jours  | —         | —                                                                         | Titre retiré après que Davey Richards n'a pas pu assister au Wrestling Dontaku 2012 en raison de problème de voyage.                                     | [ 34 ] |
| 32 | Jushin Thunder Liger (6) et Tiger Mask                           | 1     | 16 juin 2012      | 36 jours  | Osaka     | Dominion 6.16                                                             | Liger et Tiger Mask battent Suzuki-gun (Taichi et Taka Michinoku)                                                                                        | [ 35 ] |
| 33 | Forever Hooligans(Alex Koslov et Rocky Romero (3))               | 1     | 22 juillet 2012   | 112 jours | Yamagata  | Kizuna Road                                                               | | [ 36 ] |
| 34 | Time Splitters (Alex Shelley (2) et Kushida)                     | 1     | 11 novembre 2012  | 173 jours | Osaka     | Power Struggle                                                            | | [ 37 ] |
| 35 | Forever Hooligans (Alex Koslov (2) et Rocky Romero (4))          | 2     | 3 mai 2013        | 164 jours | Fukuoka   | Wrestling Dontaku 2013                                                    | | [ 38 ] |
| 36 | Suzuki-gun (Taichi et Taka Michinoku (2))                        | 1     | 14 octobre 2013   | 26 jours  | Tokyo     | King of Pro-Wrestling                                                     | | [ 39 ] |
| 37 | The Young Bucks(Matt Jackson et Nick Jackson)                    | 1     | 9 novembre 2013   | 224 jours | Osaka     | Power Struggle                                                            | | [ 40 ] |
| 38 | Time Splitters(Alex Shelley (3) et Kushida (2))                  | 2     | 21 juin 2014      | 140 jours | Osaka     | Dominion 6.21                                                             | | [ 41 ] |
| 39 | reDRagon (Bobby Fish et Kyle O'Reilly)                           | 1     | 8 novembre 2014   | 95 jours  | Osaka     | Power Struggle                                                            | | [ 42 ] |
| 40 | The Young Bucks(Matt Jackson et Nick Jackson)                    | 2     | 11 février 2015   | 53 jours  | Osaka     | The New Beginning in Osaka                                                | C'était un three-way match, impliquant également Time Splitters (Shelley et Kushida)                                                                     | [ 43 ] |
| 41 | Roppongi Vice(Beretta et Rocky Romero (5))                       | 1     | 5 avril 2015      | 28 jours  | Tokyo     | Invasion Attack 2015                                                      | | [ 44 ] |
| 42 | The Young Bucks(Matt Jackson et Nick Jackson)                    | 3     | 3 mai 2015        | 105 jours | Fukuoka   | Wrestling Dontaku 2015                                                    | C'était un three-way match, impliquant également reDRagon (Bobby Fish et Kyle O'Reilly)                                                                  | [ 45 ] |
| 43 | reDRagon(Bobby Fish et Kyle O'Reilly)                            | 2     | 16 août 2015      | 141 jours | Tokyo     | G1 Climax 25                                                              | | ,.     |
| 44 | The Young Bucks (Matt Jackson et Nick Jackson)                   | 4     | 4 janvier 2016    | 38 jours  | Tokyo     | Wrestle Kingdom 10 in Tokyo Dome                                          | C'était un four-way match, impliquant également Matt Sydal & Ricochet et Roppongi Vice (Baretta et Romero)                                               | [ 48 ] |
| 45 | Matt Sydal et Ricochet                                           | 1     | 11 février 2016   | 59 jours  | Osaka     | The New Beginning in Osaka                                                | Ce match impliquait également l'équipe reDRagon. | [ 49 ] |
| 46 | Roppongi Vice (Beretta (2) et Rocky Romero (6))                  | 2     | 10 avril 2016     | 23 jours  | Tokyo     | Invasion Attack 2016                                                      | | [ 50 ] |
| 47 | Matt Sydal et Ricochet                                           | 2     | 3 mai 2016        | 47 jours  | Fukuoka   | Wrestling Dontaku 2016                                                    | | [ 51 ] |
| 48 | The Young Bucks (Matt Jackson et Nick Jackson)                   | 5     | 19 juin 2016      | 199 jours | Osaka     | Dominion 6.19 in Osaka-jo Hall                                            | C'était un match d'élimination à quatre équipes, impliquant également reDRagon (Bobby Fish et Kyle O'Reilly) et Roppongi Vice (Baretta et Rocky Romero). | [ 52 ] |
| 49 | Roppongi Vice (Beretta (3) et Rocky Romero (7))                  | 3     | 4 février 2017    | 61 jours  | Tokyo     | Wrestle Kingdom 11                                                        | | [ 53 ] |
| 50 | Suzuki-gun (Taichi (2) et Yoshinobu Kanemaru (2))                | 1     | 6 mars 2017       | 52 jours  | Tokyo     | Hataage Kinenbi                                                           | | [ 54 ] |
| 51 | Roppongi Vice (Beretta (4) et Rocky Romero (8))                  | 4     | 27 avril 2017     | 45 jours  | Hiroshima | Road to Wrestling Dontaku 2017: Aki no Kuni Sengoku Emaki                 | | [ 55 ] |
| 52 | The Young Bucks (Matt Jackson & Nick Jackson)                    | 6     | 11 juin 2017      | 63 jours  | Osaka     | Dominion 6:11 in Osaka                                                    | | [ 56 ] |
| 53 | Funky Future (Ricochet (3) et Ryusuke Taguchi (6))               | 1     | 13 août 2017      | 57 jours  | Tokyo     | G1 Climax 27                                                              | | [ 57 ] |
| 54 | Roppongi 3K (Sho et Yoh)                                         | 1     | 9 octobre 2017    | 87 jours  | Tokyo     | King of Pro-Wrestling                                                     | | [ 58 ] |
| 55 | The Young Bucks (Matt Jackson and Nick Jackson)                  | 7     | 4 janvier 2018    | 24 jours  | Tokyo     | Wrestle Kingdom 12 in Tokyo Dome                                          | | .      |
| 56 | Roppongi 3K (Sho et Yoh)                                         | 2     | 28 janvier 2018   | 37 jours  | Sapporo   | The New Beginning in Sapporo                                              | | .      |
| 57 | Suzuki-gun (El Desperado et Yoshinobu Kanemaru (3))              | 1     | 6 mars 2018       | 304 jours | Tokyo     | Anniversary Show                                                          | | .      |
| 58 | Los Ingobernables de Japón (Bushi et Shingo Takagi)              | 1     | 4 janvier 2019    | 61 jours  | Tokyo     | Wrestle Kingdom 13 in Tokyo Dome                                          | | .      |
| 59 | Roppongi 3K (Sho et Yoh)                                         | 3     | 6 mars 2019       | 102 jours | Tokyo     | Anniversary Show                                                          | | [ 63 ] |
| 60 | Bullet Club (Taiji Ishimori et El Phantasmo)                     | 1     | 16 juin 2019      | 203 jours | Tokyo     | Kizuna Road                                                               | | .      |
| 61 | Roppongi 3K (Sho et Yoh)                                         | 4     | 5 janvier 2020    | 239 jours | Tokyo     | Wrestle Kingdom 14 in Tokyo Dome - Night 2                                | | .      |
| _  | Vacant                                                           | _     | 31 août 2020      | _         | Tokyo     | _____________                                                             | Les titres sont rendus vacants en raison d'une blessure de Yoh.                                                                                          |        |
| 62 | Suzuki-gun (El Desperado (2) et Yoshinobu Kanemaru (4))          | 2     | 11 septembre 2020 | 134 jours | Tokyo     | New Japan Road                                                            | | .      |
| 63 | Bullet Club (El Phantasmo et Taiji Ishimori)                     | 2     | 23 janvier 2021   | 33 jours  | Tokyo     | Road to The New Beginning                                                 | | ,.     |
| 64 | Suzuki-gun (El Desperado (3) et Yoshinobu Kanemaru (5))          | 3     | 25 février 2021   | 38 jours  | Tokyo     | Road to Castle Attack                                                     | | .      |
| 65 | Roppongi 3K (Sho et Yoh)                                         | 5     | 4 avril 2021      | 80 jours  | Tokyo     | Sakura Genesis                                                            | | [ 71 ] |
| 66 | Bullet Club (El Phantasmo et Taiji Ishimori)                     | 3     | 25 juin 2021      | 74 jours  | Tokyo     | Kizuna Road (2021)                                                        | | .      |
| 67 | Suzuki-gun (El Desperado (4) et Yoshinobu Kanemaru (6))          | 4     | 5 septembre 2021  | 51 jours  | Saitama   | Wrestle Grand Slam                                                        | | [ 73 ] |
| 68 | Flying Tiger (Robbie Eagles et Tiger Mask)                       | 1     | 26 octobre 2021   | 116 jours | Tokyo     | Road To Power Struggle                                                    | | ,.     |
| 69 | Six Or Nine (Master Wato et Ryusuke Taguchi (7))                 | 1     | 19 février 2022   | 121 jours | Sapporo   | New Years Golden Series                                                   | Dans un Four Way Match qui comprenaient également Bullet Club (El Phantasmo et Taiji Ishimori) et Suzuki-gun (El Desperado et Yoshinobu Kanemaru).       | ,.     |
| 70 | United Empire (TJP et Francesco Akira)                           | 1     | 20 juin 2022      | 311 jours | Tokyo     | New Japan Road                                                            | | [ 78 ] |
| 71 | Kushida (3) et Kevin Knight (en)                                 | 1     | 27 avril 2023     | 38 jours  | Hiroshima | Road to Wrestling Dontaku 2023                                            | | [ 79 ] |
| 72 | United Empire (TJP et Francesco Akira)                           | 2     | 4 juin 2023       | 30 jours  | Osaka     | Dominion 6.4                                                              | | [ 80 ] |
| 73 | Bullet Club War Dogs (Drilla Moloney et Clark Connors)           | 1     | 4 juillet 2023    | 184 jours | Tokyo     | NJPW Strong Independance Day                                              | | [ 81 ] |
| 74 | United Empire (TJP et Francesco Akira)                           | 3     | 4 janvier 2024    | 93 jours  | Tokyo     | Wrestle Kingdom 18                                                        | | [ 82 ] |
| 75 | Bullet Club War Dogs (Drilla Moloney et Clark Connors)           | 2     | 6 avril 2024      | 191 jours | Tokyo     | Sakura Genesis                                                            | Dans un match à trois équipes impliquant également Kushida et Kevin Knight (en).                                                                         | [ 83 ] |
| 76 | Intergalactic Jet Setters (Kevin Knight (en) (2) et Kushida (4)) | 2     | 14 octobre 2024   | 82 jours  | Tokyo     | King Of Pro-Wrestling                                                     | | [ 84 ] |
| 77 | Ichiban Sweet Boys (Robbie Eagles (2) et Kosei Fujita (en))      | 1     | 4 janvier 2025    | 115 jours | Tokyo     | Wrestle Kingdom 19                                                        | Dans un match de l'échelle à quatre équipes impliquant également Drilla Moloney avec Clark Connors et TJP avec Francesco Akira.                          | [ 85 ] |
| 78 | Master Wato (2) et Yoh (6)                                       | 1     | 29 avril 2025     | 47 jours  | Saga      | Wrestling Hizen no Kuni                                                   | | [ 86 ] |
| 79 | House of Torture (Douki et Sho (6))                              | 1     | 15 juin 2025      | 0 jour    | Osaka     | Dominion 6.15                                                             | | [ 87 ] |

## Liste des règnes combinés

### Par équipe
| Rang | Équipe                                                   | Règnes | Jours |
| ---- | -------------------------------------------------------- | ------ | ----- |
| 1    | Gedo et Jado                                             | 4      | 960   |
| 2    | The Young Bucks (Matt Jackson et Nick Jackson)           | 7      | 706   |
| 3    | Apollo 55 (Prince Devitt et Ryusuke Taguchi)             | 4      | 673   |
| 4    | Roppongi 3K (Sho et Yoh)                                 | 5      | 545   |
| 5    | Suzuki-Gun (El Desperado et Yoshinobu Kanemaru)          | 3      | 527   |
| 6    | Shinjiro Otani et Tatsuhito Takaiwa                      | 2      | 497   |
| 7    | United Empire (TJP et Francesco Akira)                   | 3      | 434   |
| 8    | Bullet Club War Dogs (Drilla Moloney et Clark Connors)   | 2      | 375   |
| 9    | Time Splitters (Alex Shelley et Kushida)                 | 2      | 313   |
| 10   | Bullet Club (Taiji Ishimori et El Phantasmo)             | 3      | 310   |
| 11   | Jushin Thunder Liger et Koji Kanemoto                    | 1      | 282   |
| 12   | Hirooki Goto et Minoru                                   | 1      | 281   |
| 13   | Forever Hooligans (Alex Koslov et Rocky Romero)          | 2      | 276   |
| 14   | Dick Togo et Taka Michinoku                              | 1      | 270   |
| 15   | Koji Kanemoto et Minoru Tanaka                           | 1      | 254   |
| 16   | reDRagon (Bobby Fish et Kyle O'Reilly)                   | 2      | 236   |
| 17   | Motor City Machine Guns (Alex Shelley et Chris Sabin)    | 1      | 182   |
| 18   | No Remorse Corps (Davey Richards et Rocky Romero)        | 2      | 166   |
| 19   | Roppongi Vice (Baretta et Rocky Romero)                  | 4      | 157   |
| 20   | Legend (Akira et Jushin Thunder Liger)                   | 1      | 155   |
| 21   | Tsuyoshi Kikushi et Yoshinobu Kanemaru                   | 1      | 150   |
| 22   | El Samurai et Ryusuke Taguchi                            | 1      | 139   |
| 23   | El Samurai et Jushin Thunder Liger                       | 1      | 136   |
| 24   | Six Or Nine (Ryusuke Taguchi et Master Wato)             | 1      | 121   |
| 25   | Intergalactic Jet Setters (Kushida et Kevin Knight (en)) | 2      | 120   |
| 26   | Jushin Thunder Liger et Minoru Tanaka                    | 1      | 119   |
| 27   | Flying Tiger (Robbie Eagles et Tiger Mask)               | 1      | 116   |
| 28   | Ichiban Sweet Boys (Robbie Eagles et Kosei Fujita (en))  | 1      | 115   |
| 29   | Matt Sydal et Ricochet                                   | 2      | 106   |
| 30   | Prince Prince (Prince Devitt et Minoru)                  | 2      | 105   |
| 31   | Golden☆Lovers (Kenny Omega et Kota Ibushi)               | 1      | 104   |
| 32   | Dr. Wagner Jr. et Kendo Kashin                           | 1      | 96    |
| 33   | The Great Sasuke et Jushin Thunder Liger                 | 1      | 94    |
| 34   | American Dragon et Curry Man                             | 1      | 85    |
| 35   | No Limit (Tetsuya Naito et Yujiro)                       | 1      | 83    |
| 36   | El Samurai et Koji Kanemoto                              | 1      | 72    |
| 37   | Koji Kanemoto et Wataru Inoue                            | 1      | 71    |
| 38   | Los Ingobernables de Japon (Bushi et Shingo Takagi)      | 1      | 61    |
| 39   | Funky Future (Ricochet et Ryusuke Taguchi)               | 1      | 57    |
| 40   | Suzuki-Gun (Yoshinobu Kanemaru et Taichi)                | 1      | 52    |
| 41   | Master Wato et Yoh                                       | 1      | 47    |
| 42   | Jushin Thunder Liger et Tiger Mask                       | 1      | 36    |
| 43   | Suzuki-gun (Taichi et Taka Michinoku)                    | 1      | 26    |
| 44   | House of Torture (Douki et Sho)                          | 1      | 0+    |

### Solo
| Rang | Catcheur              | Règnes | Jours |
| ---- | --------------------- | ------ | ----- |
| 1    | Ryusuke Taguchi       | 7      | 990   |
| 2    | Gedo                  | 4      | 960   |
| 2    | Jado (en)             | 4      | 960   |
| 4    | Jushin Liger          | 6      | 822   |
| 5    | Prince Devitt         | 6      | 778   |
| 6    | Minoru Tanaka         | 5      | 759   |
| 7    | Yoshinobu Kanemaru    | 6      | 728   |
| 8    | Matt Jackson          | 7      | 706   |
| 8    | Nick Jackson          | 7      | 706   |
| 10   | Kōji Kanemoto         | 4      | 679   |
| 11   | Rocky Romero          | 8      | 599   |
| 12   | Yoh                   | 6      | 592   |
| 13   | Sho                   | 6      | 545+  |
| 14   | El Desperado          | 4      | 527   |
| 15   | Shinjirō Ōtani        | 2      | 497   |
| 15   | Tatsuhito Takaiwa     | 2      | 497   |
| 17   | Alex Shelley          | 3      | 495   |
| 18   | TJP                   | 3      | 434   |
| 18   | Francesco Akira       | 3      | 434   |
| 20   | Kushida               | 4      | 433   |
| 21   | Drilla Moloney        | 2      | 375   |
| 21   | Clark Connors         | 2      | 375   |
| 23   | El Samurai            | 3      | 347   |
| 24   | Taiji Ishimori        | 3      | 310   |
| 24   | El Phantasmo          | 3      | 310   |
| 26   | Taka Michinoku        | 2      | 296   |
| 27   | Hirooki Gotō          | 1      | 281   |
| 28   | Alex Koslov           | 2      | 276   |
| 29   | Dick Togo             | 1      | 270   |
| 30   | Bobby Fish            | 2      | 236   |
| 30   | Kyle O'Reilly         | 2      | 236   |
| 32   | Robbie Eagles         | 2      | 231   |
| 33   | Chris Sabin           | 1      | 182   |
| 34   | Master Wato           | 2      | 168   |
| 35   | Davey Richards        | 2      | 166   |
| 36   | Ricochet              | 3      | 163   |
| 37   | Beretta               | 4      | 157   |
| 38   | Akira                 | 1      | 155   |
| 39   | Tiger Mask            | 2      | 152   |
| 40   | Tsuyoshi Kikuchi (en) | 1      | 150   |
| 41   | Kevin Knight (en)     | 2      | 120   |
| 42   | Kosei Fujita (en)     | 1      | 115   |
| 43   | Matt Sydal            | 2      | 106   |
| 44   | Kenny Omega           | 1      | 104   |
| 44   | Kōta Ibushi           | 1      | 104   |
| 46   | Dr. Wagner, Jr.       | 1      | 96    |
| 46   | Kendo Kashin          | 1      | 96    |
| 48   | Great Sasuke          | 1      | 94    |
| 49   | American Dragon       | 1      | 85    |
| 49   | Curry Man             | 1      | 85    |
| 51   | Tetsuya Naitō         | 1      | 83    |
| 51   | Yujiro                | 1      | 83    |
| 53   | Taichi                | 2      | 78    |
| 54   | Wataru Inoue          | 1      | 71    |
| 55   | Bushi                 | 1      | 61    |
| 55   | Shingo Takagi         | 1      | 61    |
| 57   | Douki                 | 1      | 0+    |

### Liens
- (en) Historique du IWGP Junior Heavyweight Tag Team Championship
- (ja) Historique du IWGP Junior Heavyweight Tag Team Championship